# Звёздный анциструс
Звёздный анциструс (лат. Ancistrus leucostictus) — вид лучепёрых рыб из семейства кольчужных сомов (Loricariidae), аквариумная рыбка.
Ареал в природе: Южная Америка, преимущественно в горных притоках Амазонки в Андах (Перу), а также верховьях Ориноко (Венесуэла).
Внешний вид: длина до 10 (редко — 15 см). Форма тела каплевидно-приплюснутая, голова широкая, большая, с мощной ротовой присоской. Передние лучи грудных и анальных плавников сильно утолщены и покрыты мелкими колючками, тело покрыто рядами широких костных пластин. Тело чёрное или тёмно-коричневое, с большим количеством разбросанных по нему мелких ярко-белых или бело-голубых точек. У плавников молочно-белая окантовка. Самец легко отличается от самки наличием кустистых «рогов» на носу, которые на самом деле мягкие и представляют собой кожные выросты. Самки несколько полнее, «рога» на носу или совсем отсутствуют или проявляются мелкими миллиметровыми выростами. У основания головы имеются спрятанные колючки, которые при необходимости растопыриваются во все стороны.
На этот вид очень похож Анциструс звёздчатый (Ancistrus hoplogenys) из водоёмов Бразилии.